# Domingo Sarrey
Domingo Sarrey (Santander, Espanya, 27 d'agost de 1948) és reconegut com un dels pioners del video-art degut a la seva col·laboració en el que es considera el primer video-art a nivell europeu.
La seva trajectòria el converteix en una referència del vídeo de creació i primer artista en l'ús de tècniques com la multivisió amb 6 projectors (és el cas de la seva obra “Panorama 78” exposada al Museu Espanyol d'Art Contemporani l'any 1978). Va ser també
reconegut per ser el primer artista a realitzar video-art en ordinadors domèstics (el primer vídeo art amb ordinadors domèstics fou RND DRAW, l'any 1983).

## Biografia
Domingo Sarrey va néixer a Santander l'any 1948. Entre 1892 i 1966 va estudiar al British Institute de Madrid. Entre 1966 i 1971 va entrar a estudiar Ciències Físiques a la Universitat Complutense de Madrid, a la vegada que realitzava les seves primeres filmacions en 8 mm i obres plàstiques, les quals portava fent des dels 12 anys. Durant la seva etapa universitària va
col·laborar com a programador amb el Centre de Càlcul de la Universitat Complutense de Madrid, participant així en la creació de “Cuadrats”, considerada la primera obra de video-art d'Europa. En aquest període (1969-1970) va començar a experimentar amb càmeres pròpies en 16 mm creant projectes més personals com “Autorretrato” entre d'altres.
A partir de 1970 va començar a realitzar les seves primeres exposicions individuals i moltes altres de col·lectives (entre elles les organitzades al Museu Espanyol d'Art Contemporani, o a les galeries Juana Mordó, a Madrid).
Durant els següents anys Sarrey residia a Espanya i Itàlia, i fou el 1974 quan va fer el seu primer viatge a Nova York i va començar a incloure imatges del estranger en els seus treballs. Un any més tard va començar la filmació del primer video-art que presentaria a un museu: “La fábrica”, (exposat al MEAC).
L'any 1978 va realitzar i dirigir el projecte “Panorama 78”, que es va fer amb 6 projectes, i que fou la primera multivisió que es va exposar a un museu espanyol. Un any més tard va fundar la productora “Entropía”, que va ser la primera dedicada al video-art i a l'experimentació amb la creació audiovisual.
Durant els següents anys va continuar realitzant projectes que van adquirir molt de prestigi fins a arribar a exposar-se a les Institucions Culturals més rellevants del país.
L'any 1984 rep una beca del Ministeri de Cultura per a noves aportacions el les arts plàstiques.
També va col·laborar amb la EXPO ’92 fent el vídeo de presentació del Pavelló del Futur i dels pavellons d'Extremadura i Canàries.
No va ser fins a l'any 1993 quan va acabar el guió d'un film que havia començat a escriure 15 anys enrere: “UFO-023”.
Amb l'entrada del segle XXI va començar a experimentar amb internet amb obres com “Net-Art”, que van ser exposades a importants galeries d'art. També s'inicià en la col·laboració amb vídeos publicitaris i de caràcter institucional.
Entre 2003 y 2005 va estar treballant en una sèrie de projectes de vídeo i pintura titulats “Superficies y plasmas”.
L'any 2005 va ser convidat al Festival de Cinema de Màlaga per participar en ART-TV, on van realitzar-li una entrevista.
Actualment Sarrey continua treballant en la creació de vídeos digitals amb tècniques per ordinador.

### Obres més rellevants
- Cuadrats (1968)
- Autorretrato (1970)
- Neon Works (1973-1977)
- Villa Maria (1974)
- La fábrica (1975)
- Panorama 78 (1978)
- Plasma (1979)
- Laberintos Urbanos (1985)
- Radio Activity
- Interactivity
- Planets
- Meteoritos

## Premis
Durant la seva trajectòria artística Sarrey ha estat premiat en diverses ocasions pels seus treballs.
- 1980 Premi S. Michele de la crítica a la millor exposició de l'any (Itàlia).
- 1984 Beca del Ministeri de cultura per noves aportacions a les arts plàstiques.
- 1985 Premiat pel Comitè Conjunt Hispano-Nord-americà per les Arts i la Cultura.
- 1988 Guanya el concurs públic per la realització del vídeo oficial del Ministeri de Cultura i el concurs per l'audiovisual Espanya “200 anys de tecnologia”, pel Ministeri d'Indústria.

## Exposicions
Algunes de les exposicions més rellevants realitzades per aquest artista han estat:
- Galeria Novart (Madrid)
- Galeria Tom Maddock (Barcelona)
- Galeria S. Benedetto (Brescia, Itàlia)
- Galeria Schubert (Milan, Itàlia)
- Museu de Belles Arts (Santander)
- Galeria Kreisler (Barcelona)
- Museo Español de Arte Contemporaneo (Madrid)
- Columbia University Barnard Institute (Nova York)
- Zero Gallery (Nova York)
- Caja Cantabria (Santander)